# Badija
Badija je jedan od najvećih otoka u Korčulanskom otočju, u blizini grada Korčule (20 minuta vožnje brodom od Korčulanske luke). 

## Zemljopis
Površina od 0,97 km2 svrstava ga u otočiće (otoci manji od 1 km2), što ga ujedno čini i najvećim hrvatskim otočićem. Na južnoj strani su duge šljunčane plaže.

## Flora i fauna
Biljne zajednice koje dominiraju otokom su gusta makija i borova, čempresova i maslinova šuma. Na Badiji obitavaju jeleni lopatari.

## Gospodarstvo
Turizam. Oko otoka je šetnica uz more duga 4 km. Ljeti je povezan taksi-brodovima s pristaništem taksi-brodova u gradu Korčuli (uz ACI marinu Korčula). U brojnim uvalama su privlačne ronilačke lokacije. U blizini pristaništa nalazi se restoran koji je otvoren ljeti.

## Popularna kultura
Na Badiji je snimljen poznati film u hrv. - b-h. - srp. koprodukciji Crni biseri (1958).

## Povijest
Prvi put se spominje 1368. kao Školj (otok) Svetog Petra (Scolenum sancti Petri). Godine 1392. naseljavaju ga franjevci iz Bosne.

## Franjevački samostan
Ime Badija otok je dobio po samostanu (lat. abbatia - opatija) koji je izgrađen na prelasku s 15. na 16. stoljeće. Današnja crkva je renesansno djelo, a monumentalni klaustar sagradili su korčulanski majstori u 15. i 16. stoljeću. Samostan je doživio razne prepravke. 1909. godine je proširen i dograđen. Klasična gimnazija otvorena je godine 1909., od 1924. s pravom javnosti, bila je jedna od najpriznatijih škola te vrste u Europi. Sirotište s osnovnom školom otvoreno je godine 1922. Električnu energiju je imala od godine 1927. Nakon Drugog svjetskog rata jugoslavenske vlasti su protjerale franjevce s otoka. Odlukom Predsjedništva vlade NR Hrvatske od 12. prosinca 1949. izvršena je eksproprijacija samostana u koji je smještena vojska, a zatim zatvor. Godine 1956. Badija je preuređena u sportski centar i odmaralište, a crkva pretvorena u skladište namirnica.  
Vlada Republike Hrvatske je godine 2003. vratila Badiju svome pravom vlasniku Franjevačkoj Provinciji sv. Jeronima sa sjedištem u Zadru. Dvije godine kasnije zadarski franjevci ugovorom ustupaju samostan Hercegovačkoj franjevačkoj provinciji na 99 godina. Samostan i crkva na Badiji, nakon više od 60 godina nebrige i uništavanja vjerskih i kulturnih dobara, sada se postupno obnavljaju.
Tradicionalno svake godine na 2. kolovoza (Gospa od Anđela, Gospa od Milosti, Porcijunkula) održava se procesija oprosta, korčulanskim dijalektom rečeno perdun, gdje hodočasnici s Korčule, Orebića, Lumbarde i ostalih korčulanskih mjesta i Pelješca dolaze svojim čamcima i brodovima, slaveći Gospu od Otoka

## Crkve
Na vrhu otoka je crkva sv. Katarine, građena u isto vrijeme kad i crkva Gospe od Milosti.

## Ostalo
U unutrašnjosti otoka je obitavalište pustinjaka San Diega.

## Vanjske poveznice
- Badija, korculainfo.com